# Moncef Sliti
Moncef Sliti (arabe : المنصف السليتي), né en 1956 à Siliana, est un ingénieur et homme politique tunisien. Il est ministre de l'Équipement, de l'Habitat et de l'Aménagement du territoire en 2020.

## Biographie
Diplômé en 1981 de l'École nationale d'ingénieurs de Tunis, il intègre le ministère de l'Équipement.
Poursuivi par le régime de Zine el-Abidine Ben Ali en raison de son appartenance au mouvement islamiste Ennahdha, il fuit vers la France et y obtient un doctorat en sciences maritimes de l'université de Bordeaux. PDG de l'entreprise de la société MWA pendant dix ans (1999–2009), il supervise également des projets immobiliers en Arabie saoudite.
Après la révolution de 2011 et bénéficiant de l'amnistie générale, il revient en Tunisie et retrouve ses anciennes fonctions au ministère de l'Équipement, avant de rejoindre l'équipe du ministre Mohamed Salmane en tant que chef de cabinet de 2012 à 2014. Après son limogeage par le ministre Hédi Larbi, il est nommé PDG de la Société d'études et de promotion de Tunis-Sud, fonction qu'il conserve jusqu'à sa retraite.
Le 27 février 2020, il est nommé ministre de l'Équipement, de l'Habitat et de l'Aménagement du territoire dans le Gouvernement d'Elyes Fakhfakh.

## Vie privée
Il est marié et père de trois enfants.